# Протасевич Ольга Миколаївна
Протасевич (Керчева) Ольга Миколаївна — український журналіст, поетеса. 

## Життєпис
Народилась 20.06.1946 р. в м. Тирасполі (Молдова) у родині військовослужбовця. Дитячі роки пройшли у м. Сизрань (Росія). З 1953 року проживає у м. Бердичів Житомирської області. За освітою — лікар-гігієніст, закінчила Ленінградський медичний інститут. Після закінчення інституту працювала 4 роки в обласній санепідемстанції у м. Саратові. З 1975 р. по 2011 р. працювала за фахом у бердичівській санепідемстанції. Протягом 1977—2008 рр. була викладачем медичних дисциплін у Бердичівському медичному коледжі.
Вірші пише з 2000 року. Видала 5 поетичних збірок, в яких переважає лірична тема. Є постійною дописувачкою місцевих періодичних видань, активна учасниця громадського життя міста. Понад 20 років співає у народному хорі ветеранів міського Палацу культури ім. О.Шабельника.
Померла 31 січня 2024 року.

## Публікації
- Протасевич О. Україно моя, ти надія, і віра й любов: літературно-мистецький вечір, присвячений творчості Миколи Мозгового в центральній міській бібліотеці // Земля Бердичівська. — 2017. — 6 жовтня.
- Протасевич О. Бібліотекарі — лікарі людських душ // РІО-Бердичів. — 2017.- 29 вересня.
- Протасевич О. Жива історія Бердичева: літературно-мистецький захід в центральній бібліотеці, присвячений Фрідріху Горенштейну // Бердичівський погляд. — 2017. — 16 березня.
- Протасевич О. Нова цікава мистецька зустріч у міській бібліотеці: мистецький вечір, присвячений Вольфгангу Амадею Моцарту // Бердичівський погляд. — 2016. — № 7.
- Протасевич О. У чарівному світі міської бібліотеки // Бердичівський погляд. — 2015. — 19 березня.
- Протасевич О. Сонячна поезія Валентини Бендерської, презентація нової збірки поетеси, яка була організована бердичівською центральною // Бердичівські новини. — 2014. — № 38.
- Протасевич О. З любов'ю до дітей і до книги: Про міську дитячу бібліотеку // Земля Бердичівська. — 2013. — 22 березня.
- Протасевич О. Виховання смаків [ про Бердичівську дитячу бібліотеку] // Бердичів. — 2010. — 4 березня.
- Протасевич О. Завжди молоді душею: про бердичівський хор ветеранів // Бердичівський погляд. — 2015. –5 лютого.